# Lửa tình (phim Thái Lan)
Proong Nee Gor Ruk Ter (tiếng Thái: พรุ่งนี้ก็รักเธอ, tên tiếng Việt: Lửa tình) là bộ phim truyền hình Thái Lan phát sóng năm 2009 trên đài Channel 5 (Ch5). Phim với sự tham gia của Phiyada Akkraseranee và Nawat Kulrattanarak.

## Nội dung
Poramin (Pong) và Keawkanya (Aom) yêu nhau từ rất lâu và dự định sẽ kết hôn, nhưng không may Pathamat - chị gái của Poramin giết Kingkan - chị gái của Keawkanya vì hiểu lầm Kingkan có gian díu với chồng của mình là Pipat. Pathamat bị vào tù, Keaw quyết định chia tay Poramin rồi dẫn mẹ và em trai cô tới Rayong để sống nhầm tránh mặt Poramin. Poramin rất đau lòng nhưng vẫn phải cố quên đi tất cả để làm lại từ đầu.
Sáu năm trôi qua, trong thời gian đó Kaew về sống với mẹ và em trai Kong (Fluke) ở Rayong. Còn Por thì trở thành một doanh nhân thành đạt, quản lý chi nhánh công ty ở Hồng Kông. Tuy nhiên cả hai người đã gặp lại nhau sau khi Kaew đưa gia đình chuyển về thành phố để chữa bệnh cho mẹ, còn Por quay trở về công ty ở Thái Lan với cháu gái của mình, Nunim (con của Putt). Pueng, bạn thân của Keaw, làm cùng công ty với Por đã giới thiệu Kaew vào làm việc. Khi Por biết được liền bố trí Keaw làm thư kí riêng cho anh để chọc phá cô, trả thù cho việc ngày xưa cô bỏ anh mà đi. Wanaorn, bạn gái mới của Poramin gặp Keaw vì ghen tuông nên cấu kết với Pathimat - chị gái của Poramin vừa mới ra tù - hãm hại Keaw, thậm chí bày mưu cho Pipat cưỡng hiếp Keaw. Từ lúc gặp lại Poramin, Keaw luôn phải đối mặt với những rắc rối, liệu tình yêu có giúp Poramin và Keaw có vượt qua những thử thách.
Ngoài ra còn có mối tình đồng giới cảm động giữa Kongbodin (em trai Keaw) tình cờ gặp được Pirawit (em trai Pipat) và cả hai đều có tình cảm với nhau. Kongbodin cố gắng kiềm chế tình cảm của mình nhưng vì sự chân thành, luôn quan tâm chăm sóc của Pirawit, cả hai quyết định cùng nhau vượt qua mọi thử thách để đến bên nhau dù cuối cùng Kong bị mù.

## Diễn viên
- Nawat Kulrattanarak vai Poramin / "Por"
- Phiyada Akkraseranee vai Kaewkanya/Gaew
- Ruangsak Loychusak vai Phipat/Pipat
- Kejmanee Pichaironnarongsongkhram vai Pathamat/Putt (chị gái Por, vợ Pipat)
- Anuchit Sapanpong vai Phirawit / "Pe" (em trai Pipat)
- Pachara Thammon vai Kongbodin "Kong" (em trai Kaew)
- Sumonrat Wattanaselarat vai Pueng (bạn Kaew)
- Kalaya Jirachaisakdecha vai Wannaorn "Orn" (bạn gái mới Por)
- Premanat Suwannannon vai Nuthi
- Chomchai Chatwilai vai Fongchantha (mẹ Kaew)
- Pantiya Wibunnan
- Khatthathep Yiamsiri
- Pathomkrit Sutsara
- Pawarisa Siriwat
- Natthawan Saksri vai Nunim (con Pipat & Putt)
- Mayurin Pongpudpunth vai Kingkan/Khing (chị gái Kaew)
- Mokjok Thongthong vai Tum

## Ca khúc nhạc phim
- รักเดียวใจเดียว / Ruk Diao Jai Diao / One Love, One Heart - Suparuj Taechatanont (Ruj The Star 4)
- Ruk Diao Jai Diao / One Love, One Heart - Seua Thanapol
- รักเดียวใจเดียว / Ruk Diao Jai Diao / One Love, One Heart (Viet ver) - Một Trái Tim Một Tình Yêu - Philip Huy
- ความรู้สึกดี ๆ (ที่ไม่อาจบอกใคร) / Kwahm Roo Seuk Dee Dee (Tee Mai Aht Bauk Krai) - Anuchit Sapunpohng
- ความรู้สึกดี ๆ (ที่ไม่อาจบอกใคร) / Kwahm Roo Seuk Dee Dee (Tee Mai Aht Bauk Krai) - Pachara Thammon (Fluke The Star 5)